# Baião (Pará)
Baião is een gemeente in de Braziliaanse deelstaat Pará. De gemeente telt 28.299 inwoners (schatting 2009).